# Hamelin z Anjou
Hamelin z Anjou (francouzsky Hamelin d'Anjou, zemřel 7. května 1202) byl hrabě ze Surrey, bastard vévody Geoffroye V. z Anjou a po celý život věrný stoupenec nevlastního bratra krále Jindřicha II.

## Život
Narodil se zřejmě okolo roku 1129 a v dubnu 1164 jej oženil bratr král s Isabelou z Warenne, vdovou po Vilémovi z Boulogne a jednou z nejbohatších dědiček v Anglii. Hamelin převzal přízvisko z Warenne. Zpočátku stál ve sporu krále s Tomášem Becketem na straně bratra. Po vraždě arcibiskupa změnil názor a byl jedním ze zastánců jeho svatořečení, kdy prohlašoval, že byl za jeho pomoci vyléčen ze slepoty.
Roku 1176 doprovázel svou neteř Johanu na Sicílii. Během neklidných let způsobených vzpourami jeho synovců, zůstal Hamelin věrný Jindřichovi a po jeho smrti roku 1189 se stal stoupencem Richarda Lví srdce. Zúčastnil se jeho druhé korunovace roku 1194 a o pět let později i korunovace Jana Bezzemka. Zemřel v květnu 1202 a byl pohřben v kapitulní síni clunyjského převorství Lewes, které zaniklo za vlády Jindřicha VIII.